# Michael Müller-Wille

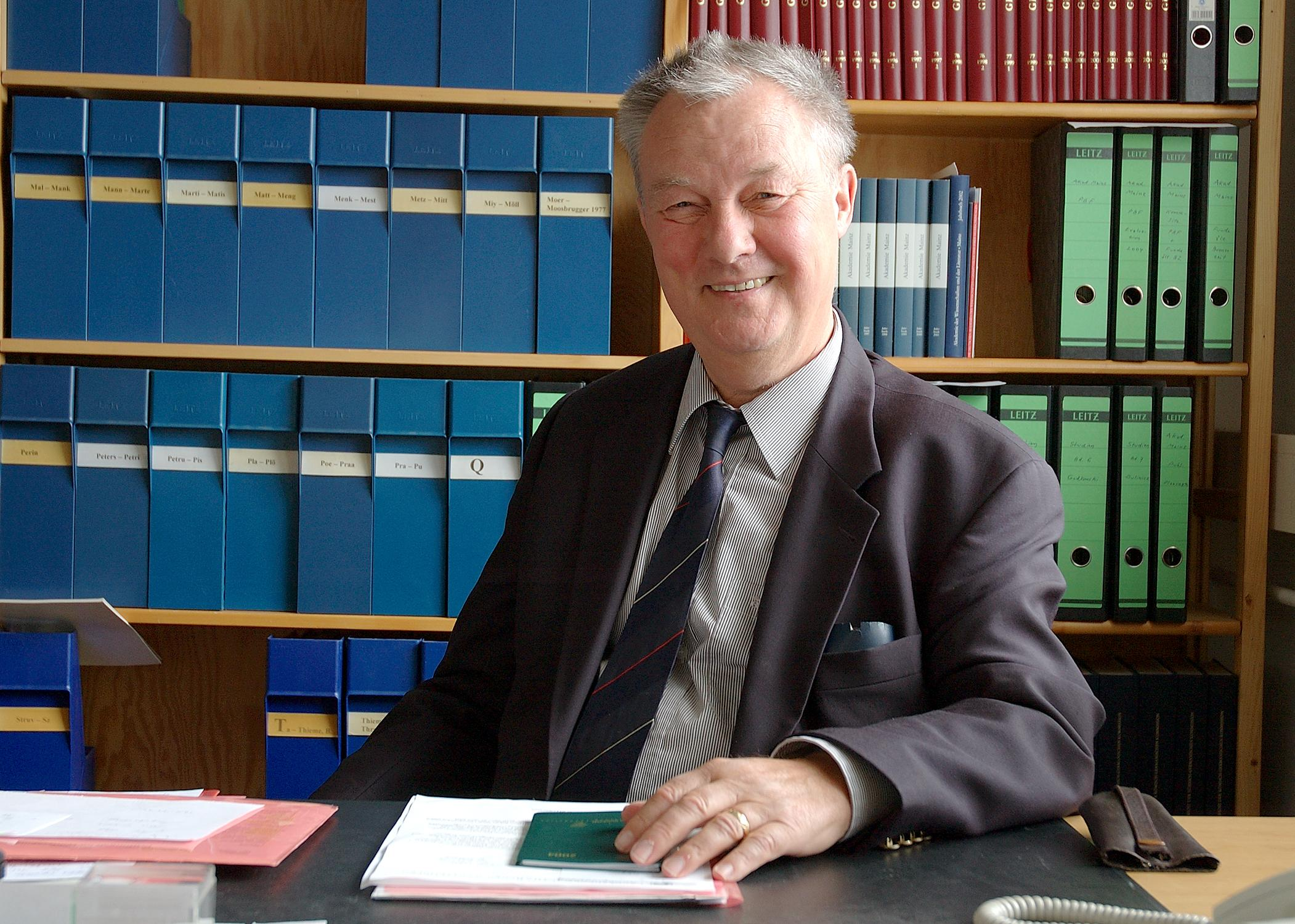
Michael Müller-Wille (2003)

Michael Müller-Wille (* 1. März 1938 in Münster; † 12. November 2019 in Kiel) war ein deutscher Prähistoriker mit einem besonderen Schwerpunkt auf der jüngeren Vorgeschichte sowie der Frühgeschichtlichen Archäologie.

## Leben und wissenschaftlicher Werdegang
Der Sohn des Geographen Wilhelm Müller-Wille besuchte das Gymnasium Paulinum in Münster. Nach dem Abitur studierte er ab 1958 Ur- und Frühgeschichte, Klassische Archäologie und Geographie an der Westfälischen Wilhelms-Universität, der Universität Uppsala (Vorgeschichte Skandinaviens und Quartärgeologie) und der Universität Montpellier. 1964 wurde er bei Kurt Tackenberg in Münster mit dem Thema „Eisenzeitliche Fluren in den festländischen Nordseegebieten“ zum Dr. phil. promoviert.
Nach einem Jahr als wissenschaftlicher Mitarbeiter am Rheinischen Landesmuseum Bonn ging er 1965 an die Christian-Albrechts-Universität zu Kiel. Dort habilitierte er sich 1970 zum Thema der Bootsgräber. Mit Hayo Vierck und anderen veröffentlichte er die Ergebnisse der Ausgrabungen in Haithabu. 1976 wurde er Ordinarius für Vor- und Frühgeschichtliche Archäologie an der Johannes Gutenberg-Universität Mainz. 1981 kehrte er als Lehrstuhlinhaber für Ur- und Frühgeschichtliche Archäologie und Nachfolger von Bernhard Hänsel nach Kiel zurück. 1986 bis 1987 war er Dekan der dortigen Philosophischen Fakultät. Von 1989 bis 1991 war er Rektor der Universität Kiel.
2003 wurde Michael Müller-Wille emeritiert.
Seine Söhne sind der Wissenschaftshistoriker Staffan Müller-Wille und der Skandinavist Klaus Müller-Wille.  

## Mitgliedschaften
- Deutsches Archäologisches Institut (seit 1982)
- Kungliga Humanistiska Vetenskapssamfundet i Lund (seit 1985)
- Vetenskapssocieteten i Lund (seit 1985)
- Joachim-Jungius-Gesellschaft der Wissenschaften (1986–2006)
- Akademie der Wissenschaften und der Literatur Mainz (1990)[4]
- Kungliga Vitterhets Historie och Antikvitets Akademien (seit 1997)
- Königlich Niederländische Akademie der Wissenschaften (seit 2002)

## Beiräte
- Geisteswissenschaftliches Zentrum Geschichte und Kultur Ostmitteleuropas (1996–2000)
- Deutsches Schifffahrtsmuseum (1998–2003)
- Wikingerschiffsmuseum Roskilde (1993–2003)
- Stiftung Schleswig-Holsteinische Landesmuseen (2001–2004)

## Ehrungen
- Ehrendoktorate
  - Universität Umeå (1989)
  - Adam-Mickiewicz-Universität Posen (1995)
  - University of York (2001)
- Lomonossow-Goldmedaille der Russischen Akademie der Wissenschaften (1999)
- Alexander von Humboldt Polish Honorary Research Fellowship (2003)[5]
- Nordstern-Orden (2004)

## Schriften (Auswahl)
- Eisenzeitliche Fluren in den festländischen Nordseegebieten, Geograph. Komm., Münster 1965 (Landeskundliche Karten und Hefte der Geographischen Kommission für Westfalen. Reihe Siedlung und Landschaft in Westfalen, Band 5).

- Mittelalterliche Burghügel ('Motten') im nördlichen Rheinland, Böhlau, Köln 1966 (Bonner Jahrbücher des Rheinischen Landesmuseums in Bonn und des Rheinischen Amtes für Bodendenkmalpflege im Landschaftsverband Rheinland und des Vereins von Altertumsfreunden im Rheinlande. Beihefte, Band 16)

- Bestattung im Boot. Studien zu einer nordeuropäischen Grabsitte, Wachholtz, Neumünster 1970 (Offa, Band 25/26).

- Das wikingerzeitliche Gräberfeld von Thumby-Bienebek (Kr. Rendsburg-Eckernförde), zwei Bände, Wachholtz, Neumünster 1976/1987 (Untersuchungen aus dem Schleswig-Holsteinischen Landesmuseum für Vor- und Frühgeschichte in Schleswig, dem Landesamt für Vor- und Frühgeschichte von Schleswig-Holstein in Schleswig und dem Institut für Ur- und Frühgeschichte an der Universität Kiel; N.F. 36 und 62), ISBN 3-529-01162-2.
- Death and burial in medieval Europe,  Almqvist & Wiksell, Stockholm 1994 (Scripta minora / Kungl. Humanistiska Vetenskapssamfundet i Lund, Jg. 1992/93, Band 3), ISBN 91-22-01575-2.

- Zwischen Starigard/Oldenburg und Novgorod. Beiträge zur Archäologie west- und ostslawischer Gebiete im frühen Mittelalter, Wachholtz, Neumünster 2011 (Studien zur Siedlungsgeschichte und Archäologie der Ostseegebiete, Band 10), ISBN 978-3-529-01399-7.

Als Herausgeber/Mitautor:
- Landschaftsentwicklung und Siedlungsgeschichte im Einzugsgebiet der Norderhever (Nordfriesland), Wachholtz, Neumünster 1988 (Studien zur Küstenarchäologie Schleswig-Holsteins. Serie C, Norderhever Projekt, Band 1), ISBN 3-529-01166-5.

- Starigard, Oldenburg. Ein slawischer Herrschersitz des frühen Mittelalters in Ostholstein, Wachholtz, Neumünster 1991, ISBN 3-529-01839-2.

- Der Vergangenheit auf der Spur. Archäologische Siedlungsforschung in Schleswig-Holstein, Wachholtz, Neumünster 1992, ISBN 3-529-01843-0.

- Ausgewählte Probleme europäischer Landnahmen des Früh- und Hochmittelalters. Methodische Grundlagendiskussion im Grenzbereich zwischen Archäologie und Geschichte, Thorbecke, Sigmaringen 1993/1994 (Vorträge und Forschungen, Band 41/1 und 41/2), ISBN 3-7995-6641-4.
- Slawen und Deutsche im südlichen Ostseeraum vom 11. bis zum 16. Jahrhundert. Archäologische, historische und sprachwissenschaftliche Beispiele aus Schleswig-Holstein, Mecklenburg und Pommern, Wachholtz, Neumünster 1995 (Landesforschung, Band 2), ISBN 3-529-06452-1.
- Rom und Byzanz im Norden. Mission und Glaubenswechsel im Ostseeraum während des 8. – 14. Jahrhunderts, Steiner, Stuttgart 1997/1998 (Abhandlungen der Geistes- und Sozialwissenschaftlichen Klasse / Akademie der Wissenschaften und der Literatur, Jg. 1997, Band 3,1 und 3,2), ISBN 3-515-07124-5 und ISBN 3-515-07498-8.
- Novgorod. Das mittelalterliche Zentrum und sein Umland im Norden Rußlands, Wachholtz, Neumünster 2001 (Studien zur Siedlungsgeschichte und Archäologie der Ostseegebiete, Band 1), ISBN 978-3-529-01390-4.
- Tiere, Menschen, Götte. Wikingerzeitliche Kunststile und ihre neuzeitliche Rezeption, Vandenhoeck und Ruprecht, Göttingen 2001 (Veröffentlichung der Joachim-Jungius-Gesellschaft der Wissenschaften, Band 90), ISBN 3-525-86309-8.
- Haithabu und die frühe Stadtentwicklung im nördlichen Europa, Wachholtz, Neumünster 2002 (Schriften des Archäologischen Landesmuseums, Band 8), ISBN 3-529-01812-0.
- Zwischen Tier und Kreuz. Untersuchungen zur wikingerzeitlichen Ornamentik im Ostseeraum, Wachholtz, Neumünster 2004 (Studien zur Siedlungsgeschichte und Archäologie der Ostseegebiete, Band 4), ISBN 978-3-529-01393-5.